# 打豆

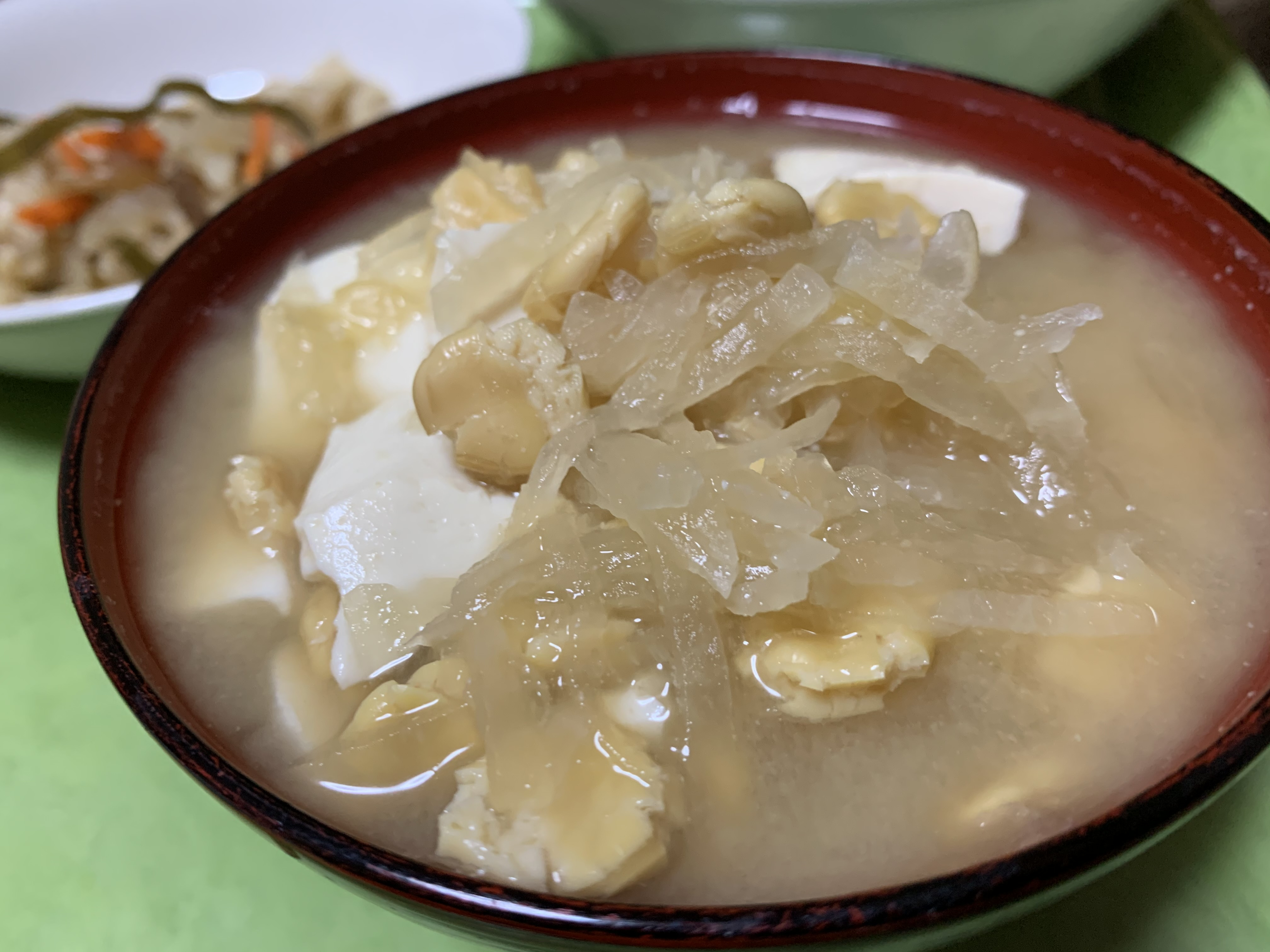
打ち豆の味噌汁

打豆、打ち豆（うちまめ）とは、主に日本海側などの豪雪地帯で、伝統的に作られている大豆保存食。

## 概要
大豆を水につけてもどしたものを、石臼などの平らな石の上に乗せて木槌で潰し、乾燥する。山形県や、福島県、福井県、富山県、新潟県、などの家庭料理で用いられる。
丸大豆は24時間浸漬後、1時間以上煮る必要があるが、打豆は15分程度で食べられる状態になる。一方で、調理液に溶出されるタンパク質が丸大豆や半割大豆に比べて多く、特にグルタミン酸やアスパラギン酸といったアミノ酸が多く溶出する特徴がある。

## 利用
打豆を用いた味噌汁は打豆汁と呼ばれ、福井県の郷土料理とされる。打豆汁のほかに、煮物の材料として用いられる。